# 2013 GX136
2013 GX136, também escrito como 2013 GX136, é um objeto transnetuniano que está localizado no Cinturão de Kuiper, uma região do Sistema Solar. Este corpo celeste é classificado como um twotino, pois, o mesmo está em uma ressonância orbital de 1:2 com o planeta Netuno. Ele possui uma magnitude absoluta de 8,3 e tem um diâmetro estimado de 96 km.

## Descoberta
2013 GX136 foi descoberto no dia 7 de maio de 2013 pelo Outer Solar System Origins Survey.

## Órbita
A órbita de 2013 GX136 tem uma excentricidade de 0,256 e possui um semieixo maior de 47,934 UA. O seu periélio leva o mesmo a uma distância de 35,958 UA em relação ao Sol e seu afélio a 60,751 UA.